# Mezuza

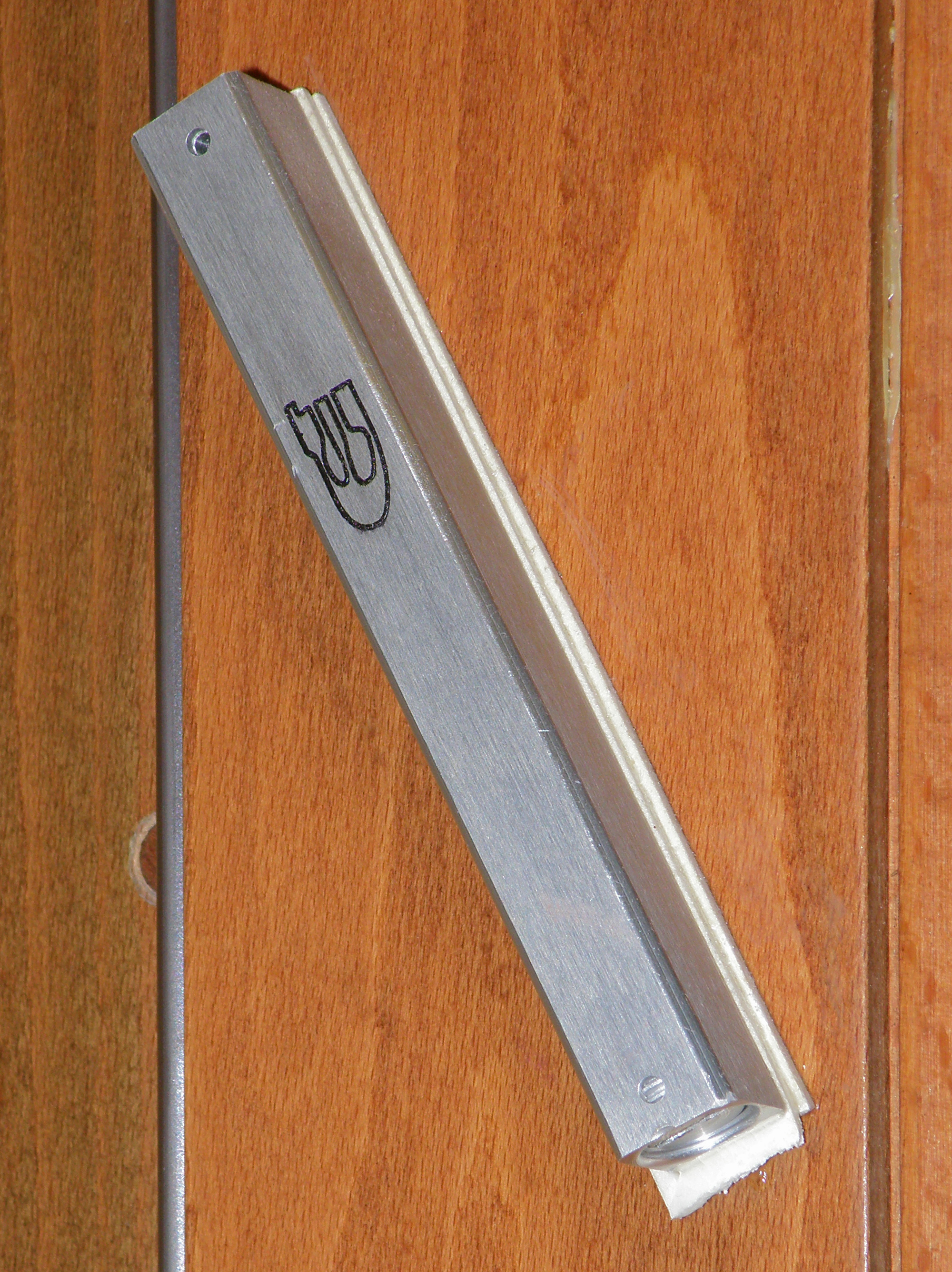
Mezuza.

Mezuza (hebreiska för dörrpost; pluralis mezuzot) kallas den pergamentrulle som enligt judisk sed skall sättas upp ovanför varje dörrpost i hemmet. Tillsammans med tefillin (bönekapslar eller böneremmar som knyts kring armen och sätts i pannan) skall denna påminna om Guds närvaro, hans bud, och de plikter han ålagt människan att följa.
Bruket av mezuza (och även tefillin) härstammar från 5 Mos. 6:8 och 5 Mos 11:13-21
Hör Israel, Herren är vår Gud, Herren är en. Du ska älska Herren din Gud, av hela ditt hjärta, med hela din själ och med all din kraft. /.../ Du skall binda dem som ett tecken kring din arm, och de skall vara ett kännetecken på din panna. Du skall skriva dem på dina dörrposter och i dina stadsportar
Mezuzan består i en pergamentrulle på vilken en särskilt utbildad man och skrivare har skrivit de två första meningarna ur Bibeln som citerades ovan. Pergamentrullen rullas ihop och läggs i ett hölje av trä, metall eller plastmaterial och fästes på dörren till varje rum inom ett hus eller lägenhet, med undantag av toaletter/badrum. Man sätter den på höger sida av dörren från det håll man går in i huset/rummet. En speciell välsignelse läses också upp när mezuzan fästs. Det är vanligt att man med höger hand vidrör mezuza när man går in och sedan kysser fingrarna som kommit i kontakt med mezuzan. Då judendom avslår vidskepelser, en mezuza får inte behandlade som en talisman eller en idol.
Utanpå mezuzan står den hebreiska bokstaven ש (shin), initial av Shaddai, ett av Guds namn på hebreiska.
Mezuzot är placerade diagonalt av ashkenaziska judar och vertikalt av sefardiska judar.